# You Are My Spring
You Are My Spring (Hangul: 너는 나의 봄; RR: Neoneun Naeui Bom) es una serie de televisión surcoreana transmitida del 5 de julio de 2021 hasta el 24 de agosto de 2021 a través de tvN.

## Sinopsis
La serie sigue a un grupo de personas que viven con sus respectivos "yo" de siete años en sus corazones, y cómo cada uno es retenido por la palabra clave "salvación".
Kang Da-jung, es una gerente de hotel que tiene la inteligencia de su padre y el ingenio de su madre, aunque nunca asistió a una escuela privada como sus compañeros, logra ingresar a una universidad con beca. Más tarde decide buscar trabajo en un hotel de cinco estrellas y rápidamente asciende al puesto de gerente, sin embargo tiene un problema, tomar malas elecciones en cuanto a hombres.
Joo Young-do, es un psiquiatra que ayuda a otros a curar sus heridas emocionales y encontrar la fuerza para vivir, en realidad él también lleva sus propias cicatrices por no haber podido salvar a su hermano mayor y a uno de sus pacientes.
Por otro lado, Chae-joon es el jefe de una compañía de inversiones que de repente aparece frente a Da-jung, y parece entenderla a la perfección, sin embargo esconde un secreto.
Mientras que Ahn Ga-young, es una actriz que teme buscar el amor, después de tener una terrible experiencia con su exnovio, quien también es su exmánager.

## Reparto[8]

### Personajes principales[9]
| Actor                      | Personaje                 | N.º de episodios | Notas |
| -------------------------- | ------------------------- | ---------------- | --- |
| Seo Hyun-jin Ok Ye-rin     | Kang Da-jung              | 16 1-2           | Es una gerente de conserjería de hotel. Cuando era niña aunque se quedó por un corto tiempo en una posada en Gangneung, la consideraba como su hogar. Después de mudarse al edificio Gugu para iniciar de nuevo, termina involucrándose en un caso de asesinato junto a su vecino Joo Young-do, de quien comienza a enamorarse y finalmente inician una relación. |
| Kim Dong-wook Choi Yoon-je | Psiq. Joo Young-do        | 16 1-2           | Es un psiquiatra que ayuda a otros a sanar sus heridas emocionales y encontrar la voluntad de vivir. Es un hombre inteligente pero que también carga un pesar muy fuerte en su corazón. Poco a poco comienza a enamorarse de Kang Da-jung con quien inicia una relación.                                                                                          |
| Yoon Park Choi Min-young   | Chae Joon / Dr. Ian Chase | - 1-2            | Es el jefe de una empresa de inversiones que está enamorado de Da-jung, aunque ella no siente lo mismo. |
| Nam Gyu-ri                 | Ahn Ga-young              | -                | Es una actriz que se ha vuelto temerosa del amor después de ser herida y usada por su ex mánager, quien también era su novio. Comienza a enamorarse de Ryu Seok-jun, con quien inicia una relación. |

### Personajes secundarios

#### Personas cercanas a Da-jung
| Actor                 | Personaje      | N.º de episodios | Notas |
| --------------------- | -------------- | ---------------- | --- |
| Oh Hyun-kyung         | Mun Mi-ran     | -                | Es la madre de Kang Da-jung y dirige una tienda de pizzas. |
| Kang Hoon Seo Woo-jin | Kang Tae-jung  | - 1-2            | Es el atractivo hermano menor de Kang Da-jung, quien trabaja como barman y atrae a las invitadas con su personalidad, físico y actitud. Más tarde comienza una relación con Park Eun-ha, la mejor amiga de su hermana. |
| Park Ye-ni            | Heo Yu-kyung   | -                | Es una hotelera y compañera de trabajo de Kang Da-jung. Asistió a una escuela extranjera por lo que habla inglés con fluidez. Es una profesional amable y meticulosa, con una personalidad honesta y amigable.         |
| Kim Ye-won            | Park Eun-ha    | -                | Es la hermana gemela de Park Chul-do y la mejor amiga de Kang Da-jung. Más tarde comienza una relación con Kang Tae-jung.                                                                                              |
| Han Min               | Park Chul-do   | -                | Es el hermano gemelo de Park Eun-ha y el mejor amigo de Kang Da-jung. |
| Park Jong-wook        | Jung-bin       | -                | Es el gerente de conserjería del hotel, quien asistente a Kang Da-jung. |
| Jang Seong-hoon       | Secretario Chu | -                | Es un atractivo secretario que trabaja para los huéspedes VIP del hotel. |

#### Personas cercanas a Young-do
| Actor         | Personaje          | N.º de episodios | Notas |
| ------------- | ------------------ | ---------------- | --- |
| Baek Hyun-joo | Enfra. Oh Mi-kyung | -                | Es la madre de Joo Young-do y una enfermera. |
| Lee Hae-young | Det. Go Jin-bok    | -                | Es el líder del equipo de detectives del tercer equipo fuerte de la estación de policía de Pungji.                                                             |
| Yoon Ji-on    | Det. Park Ho       | -                | Es el detective más joven del equipo 3 de la estación de policía de Pungji.                                                                                    |
| Kim Seo-kyung | Cheon Seung-won    | -                | Es el mejor amigo de Joo Young-do y Seo Ha-neul. Es una persona alegre, energética y astuta, que se llama a sí mismo "un productor de entretenimiento genial". |
| Ji Seung-hyun | Vet. Seo Ha-neul   | -                | Es el amigo de Joo Young-do y un veterinario quien dirige el hospital de animales que se encuentra en el edificio Gugu. Tiene una apariencia amable y cálida.  |

#### Personas cercanas a Ga-young
| Actor           | Personaje              | N.º de episodios | Notas |
| --------------- | ---------------------- | ---------------- | --- |
| Park Sang-nam   | Ryu Seok-jun (Patrick) | -                | Es el miembro de un grupo coreano conocido como "Cayman" y un fan de Ahn Ga-young. Aunque al inicio parece que tiene miedo de revelarle sus sentimientos a Ga-young por lo que dirán los demás, finalmente cuando le revela lo que siente por ella, le dice que lo hacía para protegerla. |
| Hwang Seung-eon | Han Jin-ho             | -                | Es una ex boxeadora y preparadora física a cargo del entrenamiento de Ahn Ga-young. Es una persona que le gusta hacer que la gente sea más fuerte. |

### Otros personajes
| Actor          | Personaje                  | N.º de episodios | Notas                                                       |
| -------------- | -------------------------- | ---------------- | ----------------------------------------------------------- |
| Yoon Sang-jung | Min Ah-ri                  | -                | Es una profesional a tiempo parcial que trabaja en un café. |
| Nam Mi-jung    | Chamana                    |                  |                                                             |
| Kang Ae-shim   | Propietaria de restaurante | 9                |                                                             |

### Apariciones especiales
| Actor       | Personaje            | Episodio(s) donde apareció | Notas                                     |
| ----------- | -------------------- | -------------------------- | ----------------------------------------- |
| Kim Nam-hee | -                    | 9-10                       | Es un actor y coestrella de Ahn Ga-young. |
| Go Geon-han | Jun-ho               | 9, 16                      | Es el exnovio de Park Eun-ha.             |
| Song Ji-ho  | Presentador de radio | 3, 5, 8, 16                |                                           |

## Episodios
La serie está conformada por dieciséis episodios, los cuales fueron emitidos todos los lunes y martes a las 21:00 (KST).

### Audiencia
Los números en color rojo indican las calificaciones más bajas, mientras que los números en azul indican las calificaciones más altas.
| Episodio | Fecha de emisión     | Participación promedio de audiencia (AGB Nielsen) | Participación promedio de audiencia (AGB Nielsen) |
| Episodio | Fecha de emisión     | Nacional                                          | Seúl                                              |
| -------- | -------------------- | ------------------------------------------------- | ------------------------------------------------- |
| 1        | 5 de julio de 2021   | 3.390% (1.ª)                                      | 3.560% (2.ª)                                      |
| 2        | 6 de julio de 2021   | 2.958% (1.ª)                                      | 2.961% (2.ª)                                      |
| 3        | 12 de julio de 2021  | 2.665% (1.ª)                                      | 2.702% (2.ª)                                      |
| 4        | 13 de julio de 2021  | 3.065% (1.ª)                                      | 3.620% (1.ª)                                      |
| 5        | 19 de julio de 2021  | 2.120% (1.ª)                                      | 2.064% (2.ª)                                      |
| 6        | 20 de julio de 2021  | 2.373% (2.ª)                                      | 2.638% (2.ª)                                      |
| 7        | 26 de julio de 2021  | 2.068% (1.ª)                                      | 2.340% (2.ª)                                      |
| 8        | 27 de julio de 2021  | 1.989% (3.ª)                                      | 2.141% 2nd)                                       |
| 9        | 2 de agosto de 2021  | 1.941% (1.ª)                                      | 2.162% (1.ª)                                      |
| 10       | 3 de agosto de 2021  | 2.372% (2.ª)                                      | 2.540% (1.ª)                                      |
| 11       | 9 de agosto de 2021  | 1.940% (1.ª)                                      | 2.084% (1.ª)                                      |
| 12       | 10 de agosto de 2021 | 2.014% (2.ª)                                      | 2.350% (2.ª)                                      |
| 13       | 16 de agosto de 2021 | 1.860% (5.ª)                                      | 1.782% (7.ª)                                      |
| 14       | 17 de agosto de 2021 | 1.916% (3.ª)                                      | 1.863% (6.ª)                                      |
| 15       | 23 de agosto de 2021 | 1.767% (8.ª)                                      | 1.917% (5.ª)                                      |
| 16       | 24 de agosto de 2021 | 2.387% (5.ª)                                      | 2.438% (3.ª)                                      |
| Promedio | Promedio             | %                                                 | %                                                 |

## Música
El OST de la serie está conformado por las siguientes canciones:

### Parte 1
| No. | Intérprete      | Canción           | Letra          | Música                                     | Duración |
| --- | --------------- | ----------------- | -------------- | ------------------------------------------ | -------- |
| 1   | Raiden (레이든) | "In Ruin"         | Nino Lucarelli | Raiden, Nino Lucarelli, Nthonius y Meisobo | 3:33     |
| 2   |                 | "In Ruin" (Inst.) | -              | -                                          | 3:33     |

### Parte 2
| No. | Intérprete           | Canción                       | Letra   | Música        | Duración |
| --- | -------------------- | ----------------------------- | ------- | ------------- | -------- |
| 1   | Seol Ho-seung (SURL) | "Because I'm You" (난 너여서) | Hamelli | Jeong Gu-hyun | 3:45     |
| 2   |                      | "Because I'm You" (Inst.)     | -       | -             | 3:45     |

### Parte 3
| No. | Intérprete   | Canción                | Letra | Música         | Duración |
| --- | ------------ | ---------------------- | ----- | -------------- | -------- |
| 1   | Ha Hyun-sang | "Still Wonder"         | Naiv  | Ki-duk (9duck) | 2:42     |
| 2   |              | "Still Wonder" (Inst.) | -     | Ki-duk         | 2:42     |

### Parte 4
| No. | Intérprete                  | Canción                                  | Letra          | Música       | Duración |
| --- | --------------------------- | ---------------------------------------- | -------------- | ------------ | -------- |
| 1   | Kim Min-seok (de MeloMance) | "Butterfly Has Flew" (나비가 날았습니다) | Park Chung-hak | Oh Dong-joon | 4:16     |
| 2   |                             | "Butterfly Has Flew" (Inst.)             | -              | Oh Dong-joon | 4:16     |

### Parte 5
| No. | Intérprete | Canción                        | Letra          | Música         | Duración |
| --- | ---------- | ------------------------------ | -------------- | -------------- | -------- |
| 1   | Yang Da-il | "Peacock (落花)" (낙화 (落花)) | Ki-duk (9duck) | Ki-duk (9duck) | 3:35     |
| 2   |            | "Peacock (落花)" (Inst.)       | -              | Ki-duk (9duck) | 3:35     |

### Parte 6
| No. | Intérprete | Canción             | Letra                 | Música                | Duración |
| --- | ---------- | ------------------- | --------------------- | --------------------- | -------- |
| 1   | Yoari      | "Me So Bad"         | OV, Ayul y Jeina Choi | OV, Ayul y Jeina Choi | 3:33     |
| 2   |            | "Me So Bad" (Inst.) | -                     | OV, Ayul y Jeina Choi | 3:33     |

### Parte 7
| No. | Intérprete | Canción                          | Letra    | Música         | Duración |
| --- | ---------- | -------------------------------- | -------- | -------------- | -------- |
| 1   | Onew       | "Dear My Spring" (다정한 봄에게) | Lee Mina | Yoon Young-jun | 4:41     |
| 2   |            | "Dear My Spring" (Inst.)         | -        | -              | 4:41     |
| 3   |            | "Dear My Spring" (Piano vers.)   | -        | -              | 4:41     |

### Parte 8
| No. | Intérprete     | Canción          | Letra       | Música      | Duración |
| --- | -------------- | ---------------- | ----------- | ----------- | -------- |
| 1   | Kwon Soon-kwan | "Cliche"         | Oh Dong-jun | Oh Dong-jun | 4:38     |
| 2   |                | "Cliche" (Inst.) | -           | -           | 4:38     |

### Parte 9
| N.º | Intérprete   | Canción                         | Letra             | Música            | Duración |
| --- | ------------ | ------------------------------- | ----------------- | ----------------- | -------- |
| 1   | Seo Hyun-jin | "Nakhwa (Dajeongi Ver.)" (낙화) | Ki-duk (de 9duck) | Ki-duk (de 9duck) | 3:48     |
| 2   |              | "Nakhwa" (Inst.)                | -                 | -                 | 3:48     |

## Producción
El 31 de mayo de 2021 se anunció la fecha de lanzamiento de la serie con un teaser.
La serie es dirigida por Jung Ji-hyun, quien contó con el apoyo de la guionista Lee Mi-na (이미나).
En noviembre de 2020 se anunció que originalmente se le había ofrecido al actor Yoon Kye-sang el papel principal masculino, sin embargo el 31 de diciembre del mismo año, la cadena anunció que había rechazado el papel debido a conflictos de programación, por lo que el papel se le ofreció al actor Kim Dong-wook.
La fotografía principal comenzó a principios de febrero de 2021, en Suamgol, Cheongju. Mientras que la conferencia de prensa fue realizada el 5 de julio del mismo año.
La serie también contó con la participación de la compañía de producción Hwa&Dam Pictures.

### Distribución internacional
Internacionalmente la serie es emitida a través de Netflix.

### Recepción
El 13 de julio de 2021, Good Data Corporation compartió su nueva clasificación de los dramas y miembros del elenco que generaron más revuelo durante la semana. Las listas se compilaron a partir del análisis de artículos de noticias, publicaciones de blogs, comunidades en línea, videos y publicaciones en redes sociales sobre los dramas que están actualmente al aire o que saldrán al aire próximamente. La serie obtuvo el puesto número 3 en la lista de dramas, mientras que los actores Seo Hyun-jin y Kim Dong-wook ocuparon los puestos 1 y 8 respectivamente dentro de los diez miembros del elenco más comentados de la semana.
El 19 de julio de 2021, Good Data Corporation compartió su nueva clasificación de los dramas y miembros del elenco que generaron más revuelo durante la semana. Las listas se compilaron a partir del análisis de artículos de noticias, publicaciones de blogs, comunidades en línea, videos y publicaciones en redes sociales sobre los dramas que están actualmente al aire o que saldrán al aire próximamente. La serie obtuvo el puesto número 5 en la lista de dramas, mientras que los actores Kim Dong-wook y Seo Hyun-jin ocuparon los puestos 4 y 5 respectivamente dentro de los diez miembros del elenco más comentados de la semana.
El 26 de julio de 2021, Good Data Corporation compartió su nueva clasificación de los dramas y miembros del elenco que generaron más revuelo durante la semana. Las listas se compilaron a partir del análisis de artículos de noticias, publicaciones de blogs, comunidades en línea, videos y publicaciones en redes sociales sobre los dramas que están actualmente al aire o que saldrán al aire próximamente. La serie obtuvo el puesto número 3 en la lista de dramas, mientras que los actores Seo Hyun-jin y Kim Dong-wook ocuparon los puestos 4 y 6 respectivamente de los diez miembros del elenco más comentados de la semana.
El 2 de agosto de 2021, Good Data Corporation compartió su nueva clasificación de los dramas y miembros del elenco que generaron más revuelo durante la semana. Las listas se compilaron a partir del análisis de artículos de noticias, publicaciones de blogs, comunidades en línea, videos y publicaciones en redes sociales sobre los dramas que están actualmente al aire o que saldrán al aire próximamente. La serie obtuvo el puesto número 3 en la lista de dramas más comentados de la semana. Mientras que los actores Seo Hyun-jin y Kim Dong-wook ocuparon los puestos 3 y 4 respectivamente dentro de los diez miembros del elenco más comentados de la semana.
El 9 de agosto de 2021, el Good Data Corporation compartió su nueva clasificación de los dramas y miembros del elenco que generaron más revuelo durante la semana. Las listas se compilaron a partir del análisis de artículos de noticias, publicaciones de blogs, comunidades en línea, videos y publicaciones en redes sociales sobre los dramas que están actualmente al aire o que saldrán al aire próximamente. La serie obtuvo el puesto número 4 dentro de la lista de dramas más comentados de la semana, mientras que los actores Seo Hyun-jin y Kim Dong-wook ocuparon los puestos 3 y 5 respectivamente dentro de los diez miembros del elenco más comentados de la semana.
El 18 de agosto del mismo año, Good Data Corporation compartió su nueva clasificación de los dramas y miembros del elenco que generaron más revuelo durante la semana. Las listas se compilaron a partir del análisis de artículos de noticias, publicaciones de blogs, comunidades en línea, videos y publicaciones en redes sociales sobre los dramas que están actualmente al aire o que saldrán al aire próximamente. La serie obtuvo el puesto número 5 dentro de la lista de dramas más comentados de la semana, mientras que los actores Kim Dong-wook y Seo Hyun-jin ocuparon los puestos 3 y 4 respectivamente dentro de los diez miembros del elenco más comentados de la semana.
El 23 de agosto del mismo año, Good Data Corporation compartió su nueva clasificación de los dramas y miembros del elenco que generaron más revuelo durante la semana. Las listas se compilaron a partir del análisis de artículos de noticias, publicaciones de blogs, comunidades en línea, videos y publicaciones en redes sociales sobre los dramas que están actualmente al aire o que saldrán al aire próximamente. La serie obtuvo nuevamente el puesto número 4 dentro de la lista de dramas más comentados de la semana. Mientras que los actores Seo Hyun-jin y Kim Dong-wook ocuparon los puestos 7 y 8 respectivamente dentro de los diez miembros del elenco más comentados de la semana.
El 5 de septiembre de 2021, Good Data Corporation compartió su nueva clasificación de los dramas y miembros del elenco que generaron más revuelo durante la semana. Las listas se compilaron a partir del análisis de artículos de noticias, publicaciones de blogs, comunidades en línea, videos y publicaciones en redes sociales sobre los dramas que están actualmente al aire o que saldrán al aire próximamente. La serie obtuvo el puesto número 4 dentro de la lista de dramas más comentados de la semana. Mientras que los actores Seo Hyun-jin y Kim Dong-wook ocuparon los puestos 8 y 10 respectivamente dentro de los diez miembros del elenco más comentados de la semana.